# Велисто (деревня)
Велисто — деревня в Духовщинском районе Смоленской области России. Входит в состав Добринского сельского поселения. Население — 131 житель (2007 год). 
Расположена в северной части области в 52 км к северо-западу от Духовщины, в 15 км северо-западнее автодороги Р136 (Смоленск — Нелидово), на берегу реки Коровица. В 66 км восточнее деревни расположена железнодорожная станция Никитинка на линии «Дурово — Владимирский Тупик». Около деревни, на берегу озера Велисто находится овальное древнерусское городище XI—XIII веков, площадью около 0,2 га.

## История
В 1828 г. была сооружена церковь Спаса Преображения в стиле классицизма.
В годы Великой Отечественной войны деревня была оккупирована гитлеровскими войсками в июле 1941 года, освобождена в сентябре 1943 года.